# Нейлон-66
Нейлон 66 (также нейлон 6-6, нейлон 6/6, нейлон 6,6 или нейлон 6:6) представляет собой тип полиамида или нейлона. Этот нейлон и нейлон 6 - наиболее распространены в текстильной и пластмассовой промышленности. Нейлон 66 состоит из двух мономеров, каждый из которых содержит 6 атомов углерода, гексаметилендиамина и адипиновой кислоты, которые и дали название нейлону 66.

## Синтез и производство
Нейлон 66 синтезируется путем поликонденсации гексаметилендиамина и адипиновой кислоты. Эквивалент количества гексаметилендиамина и адипиновой кислоты смешивают с водой в реакторе. Его кристаллизуют, чтобы получить нейлоновую соль, смесь аммоний/карбоксилат. Нейлоновая соль поступает в реакционный сосуд, где либо периодически, либо не прерывно происходит процесс полимеризации.{\displaystyle {\ce {n(HOOC - (CH2)4 - COOH) + n(H2N - (CH2)6 - NH2) -> [-OC - (CH2)4 - CO - NH - (CH2)6 - NH - ]_n + (2n - 1)H2O}}} Удаление воды приводит к реакции полимеризации за счет образования амидных связей из кислотных и аминовых функциональных групп. Таким образом образуется расплавленный нейлон 66. На этом этапе его можно либо экструдировать и гранулировать, либо напрямую прясть в волокна путем экструзии через фильеру (небольшую металлическую пластину с мелкими отверстиями) и охлаждения для формирования нитей.

## Применение
В 2011 году мировое производство составило два миллиона тонн. В то время волокна потребляли немногим более половины продукции, а остальное — инженерные смолы. Не применяется в качестве плёнки, так как не может быть ориентирован по двум осям. Рынки волокна представляли 55 % спроса в 2010 году, а остальное составляли инженерные термопласты.
Нейлон 66 часто используется, когда требуется высокая механическая прочность, жесткость, хорошая термостойкость и/или химическая стойкость. Он используется в волокнах для текстиля и ковров и формованных деталей. Что касается текстиля, то волокна продаются под различными торговыми марками, например марки Nilit или марки Cordura для багажа, но они также используются в подушках безопасности, одежде и ковровых волокнах под маркой Ultron. Нейлон 66 хорошо подходит для изготовления трехмерных структурных объектов, в основном путем литья под давлением. Он широко используется в автомобильной промышленности; к ним относятся детали «под капотом», такие как концевые бачки радиатора, крышки коромысел, воздухозаборные коллекторы и масляные поддоны, а также множество других конструкционных деталей, таких как петли, и сепараторы шариковых подшипников. Другие области применения включают электроизоляционные элементы, трубы, профили, различные детали машин, стяжки, конвейерные ленты, шланги, оружие с полимерным каркасом и внешний слой Попона. Нейлон 66 также является популярным материалом для гитарных порожков.
Нейлон 66, особенно марки, армированное стекловолокном, могут эффективно замедлять горение с помощью продуктов, не содержащих галогенов. В этих пожаробезопасных полимерах используются антипиреновые системы на основе фосфора, основанные на диэтилфосфинате алюминия и синергистах. Они разработаны в соответствии с UL 94 испытаниями на воспламеняемость, а также испытаниями на возгорание с помощью раскаленной проволоки (GWIT), испытанием на воспламеняемость с помощью раскаленной проволоки (GWFI) и индексом сравнительного отслеживания (CTI). Его основные области применения находятся в электротехнической и электронной (E&E) промышленности.
Ремингтон Нейлона 66 — винтовка калибра .22, выпускавшаяся компанией Remington Arms с 1959 по 1989 год. И ложа, и ствольная коробка огнестрельного оружия были сделаны из нейлоновой смолы Dupont Zytel.

## См. Также
- Nylon rope trick